# Pantheia
Pantheia war laut einer novellistischen Erzählung in Xenophons teilweise unhistorischer Lebensbeschreibung des persischen Großkönigs Kyros II., der Kyrupädie (Bücher 5–7), die außerordentlich attraktive Gemahlin von Abradatas, eines angeblichen Königs der Susiana. Ihre Gestalt dürfte nicht geschichtlich sein. Laut Xenophon war Abradatas ein Verbündeter des Assyrerkönigs in dessen Kampf gegen Kyros. Als es dem Perserkönig gelang, das Lager der Assyrer zu erobern, wurde auch Pantheia seine Gefangene. Deren Gemahl befand sich damals gerade auf einer diplomatischen Reise zum König von Baktrien. Der von Xenophon als Idealherrscher dargestellte Kyros hielt sich von der schönen Frau fern, gab sie in die Obhut seines Vertrauten Araspas und verteidigte sie gegen ungebührliche Angriffe, so dass sie ihrerseits ihren Gemahl dazu bewog, zu Kyros überzulaufen. Während einer Schlacht gegen Krösus fand Abradatas den Tod (historisch ist der Krieg zwischen Kyros und Krösus auf etwa 541 v. Chr. zu datieren). Über den Verlust ihres Gatten war Pantheia untröstlich und verübte über seinem Leichnam Selbstmord, woraufhin ihre drei Eunuchen sich ebenfalls töteten. Der Perserkönig ordnete den Bau eines Grabmals für Abradatas und Pantheia an. Die Geschichte dieses Königspaares wurde später mehrfach behandelt, in der Antike u. a. von Lukian von Samosata und Flavius Philostratos.